# Persone di nome Diana
| Questa pagina contiene informazioni ricavate automaticamente dalle voci biografiche con l'ausilio del template Bio e di un bot. L'aggiornamento è periodico e automatico e ricostruisce completamente la pagina. Se manca una persona in questa lista, sei pregato di non aggiungerla, ma accertati piuttosto che la sua voce biografica contenga il template Bio e che i dati anagrafici siano correttamente compilati. Se il template Bio manca, inseriscilo tu stesso o, in alternativa, metti l'avviso {{tmp\|Bio}} che ne segnala la mancanza. Se i dati riportati sono sbagliati, correggi direttamente la voce biografica; le modifiche saranno visibili in questa lista entro pochi giorni. Per chiarimenti vedi il progetto antroponimi. La lista contiene solo le 171 persone che sono citate nell'enciclopedia e per le quali è stato implementato correttamente il template Bio. Pagina aggiornata al 23 mag 2025. |

Questa è una lista di persone presenti nell'enciclopedia che hanno il nome Diana, suddivise per attività principale.

## Agenti segreti(1)
- Diana Rowden, agente segreto britannica (Londra, n. 1915 - Campo di concentramento di Natzweiler, † 1944)

## Artiste(1)
- Diana Scultori Ghisi, artista italiana (Mantova, n. 1547 - Roma, † 1612)

## Attiviste(3)
- Diana Budisavljević, attivista austriaca (Innsbruck, n. 1891 - Innsbruck, † 1978)
- Diana Berg, attivista ucraina (Donetsk, n. 1979)
- Diana Sacayán, attivista argentina (San Miguel de Tucumán, n. 1975 - Buenos Aires, † 2015)

## Attrici(36)
- Diana Allen, attrice svedese (n. 1898 - Mount Pleasant, † 1949)
- Diana Amft, attrice tedesca (Gütersloh, n. 1975)
- Diana Bang, attrice, scrittrice e produttrice cinematografica canadese (Vancouver, n. 1981)
- Diana Barrymore, attrice statunitense (New York, n. 1921 - New York, † 1960)
- Diana Bracho, attrice messicana (Città del Messico, n. 1944)
- Diana Canova, attrice statunitense (West Palm Beach, n. 1953)
- Diana Cavallioti, attrice rumena (Galați, n. 1986)
- Diana Chaves, attrice, conduttrice televisiva e modella portoghese (Lisbona, n. 1981)
- Diana Chesney, attrice statunitense (Mandalay, n. 1916 - Los Angeles, † 2004)
- Diana Dei, attrice italiana (Roma, n. 1914 - Castiglione del Lago, † 1999)
- Diana Del Bufalo, attrice, cantante e conduttrice televisiva italiana (Roma, n. 1990)
- Diana Dell'Erba, attrice e regista italiana (Torino, n. 1982)
- Dale Dickey, attrice statunitense (Knoxville, n. 1961)
- Diana Dors, attrice britannica (Swindon, n. 1931 - Windsor, † 1984)
- Diana Douglas, attrice britannica (Devonshire, n. 1923 - Woodland Hills, † 2015)
- Diana Gibson, attrice statunitense (Chicago, n. 1915 - Coral Gables, † 1991)
- Diana Gómez, attrice spagnola (Igualada, n. 1989)
- Diana Hyland, attrice statunitense (Cleveland Heights, n. 1936 - Los Angeles, † 1977)
- Diana Lee Inosanto, attrice, produttrice cinematografica e artista marziale statunitense (Torrance, n. 1966)
- Diana Karenne, attrice, regista cinematografica e sceneggiatrice polacca (Danzica, n. 1888 - Aquisgrana, † 1940)
- Cynthia Klitbo, attrice messicana (Zacatecas, n. 1967)
- Diana Körner, attrice tedesca (Wolmirsleben, n. 1944)
- Diana Lante, attrice italiana (Modena, n. 1914 - Parma, † 1978)
- Diana Lewis, attrice statunitense (Asbury Park, n. 1919 - Rancho Mirage, † 1997)
- Diana Lorys, attrice spagnola (Madrid, n. 1940)
- Diana Lynn, attrice e pianista statunitense (Los Angeles, n. 1926 - New York, † 1971)
- Diana MacGill, attrice e cantante italiana (Padova, n. 1899 - Ferrara, † 1968)
- Diana Maggi, attrice argentina (Milano, n. 1925 - Buenos Aires, † 2022)
- Diana Muldaur, attrice statunitense (New York, n. 1938)
- Diana Peñalver, attrice spagnola (Siviglia, n. 1965)
- Diana Rigg, attrice britannica (Doncaster, n. 1938 - Londra, † 2020)
- Diana Sands, attrice statunitense (New York, n. 1934 - New York, † 1973)
- Diana Scarwid, attrice statunitense (Savannah, n. 1955)
- Diana Silvers, attrice e modella statunitense (Los Angeles, n. 1997)
- Diana Torrieri, attrice italiana (Canosa di Puglia, n. 1913 - Roma, † 2007)
- Diana Wynyard, attrice britannica (Londra, n. 1906 - Londra, † 1964)

## Avvocate(1)
- Diana Iovanovici Șoșoacă, avvocato e politica rumena (Bucarest, n. 1975)

## Calciatrici(3)
- Diana Gomes, calciatrice portoghese (Paços de Ferreira, n. 1998)
- Diana Matheson, ex calciatrice canadese (Mississauga, n. 1984)
- Diana Silva, calciatrice portoghese (Amadora, n. 1995)

## Canoiste(1)
- Diana Palijska, ex canoista bulgara (Plovdiv, n. 1966)

## Cantanti(11)
- Andia, cantante rumena (Roman, n. 1997)
- Amara La Negra, cantante, attrice e personaggio televisivo statunitense (Miami, n. 1990)
- Diana DeGarmo, cantante, attrice teatrale e attrice televisiva statunitense (Birmingham, n. 1987)
- Diana Gurtskaya, cantante georgiana (Sukhumi, n. 1978)
- Diana Hacıyeva, cantante azera (Mariupol', n. 1989)
- Naomi Judd, cantante statunitense (Ashland, n. 1946 - Nashville, † 2022)
- Diana King, cantante giamaicana (Spanish Town, n. 1970)
- Diana Krall, cantante e pianista canadese (Nanaimo, n. 1964)
- Diana Navarro, cantante spagnola (Malaga, n. 1978)
- Diana Trask, cantante australiana (Melbourne, n. 1940)
- Diana Vickers, cantante e attrice britannica (Blackburn, n. 1991)

## Cantautrici(4)
- Diana Anaid, cantautrice australiana (Newcastle, n. 1976)
- Wynter Gordon, cantautrice statunitense (n. 1988)
- Diana Tejera, cantautrice italiana (Roma, n. 1978)
- Diana Winter, cantautrice italiana (Firenze, n. 1985)

## Cestiste(11)
- Diana Cabrera, cestista argentina (n. 1993)
- Diana Cenni, cestista e pattinatrice italiana (Bologna, n. 1917 - Incisa in Val d'Arno, † 1999)
- Diana Dilova, ex cestista bulgara (Sofia, n. 1952)
- Diana Gandega, ex cestista francese (Parigi, n. 1983)
- Diana Gustilina, ex cestista russa (Vladivostok, n. 1974)
- Diana Pop, ex cestista rumena (Arad, n. 1971)
- Diana Razmaitė, ex cestista lituana (Klaipėda, n. 1975)
- Diana Sadovnykova, ex cestista ucraina (Sebastopoli, n. 1971)
- Diana Taurasi, ex cestista statunitense (Chino, n. 1982)
- Diana Tizón, ex cestista argentina (Lomas de Zamora, n. 1967)
- Diana Vines, ex cestista statunitense

## Danzatrici(2)
- Diana Adams, ballerina statunitense (Staunton, n. 1926 - San Andreas, † 1993)
- Diana Viktorovna Višnëva, danzatrice russa (Leningrado, n. 1976)

## Danzatrici su ghiaccio(1)
- Diana Dėvis, danzatrice su ghiaccio russa (Las Vegas, n. 2003)

## Dirigenti sportive(2)
- Diana Bianchedi, dirigente sportiva e ex schermitrice italiana (Milano, n. 1969)
- Diana Žiliūtė, dirigente sportiva e ex ciclista su strada lituana (Rietavas, n. 1976)

## Discobole(1)
- Diana Gansky, ex discobola tedesca (Bergen auf Rügen, n. 1963)

## Drammaturghe(1)
- Diana Raznovich, drammaturga e fumettista argentina (Buenos Aires, n. 1945)

## Economiste(1)
- Diana Mondino, economista, docente e politica argentina (Córdoba, n. 1958)

## Filantrope(1)
- Diana Spencer, filantropa inglese (Sandringham, n. 1961 - Parigi, † 1997)

## Fotografe(1)
- Diana Davies, fotografa, drammaturga e pittrice statunitense (n. 1938)

## Ginnaste(6)
- Diana Bajeva, ginnasta ucraina (Makiïvka, n. 2004)
- Diana Bulimar, ginnasta rumena (Timișoara, n. 1995)
- Diana Chelaru, ginnasta rumena (Onešti, n. 1993)
- Diana Dudeva, ex ginnasta bulgara (n. 1968)
- Diana Pizzavini, ginnasta italiana (Pavia, n. 1911 - † 1989)
- Diana Varins'ka, ex ginnasta ucraina (Kiev, n. 2001)

## Giocatrici di curling(1)
- Diana Gaspari, giocatrice di curling italiana (San Candido, n. 1984)

## Giornaliste(3)
- Diana Pančenko, giornalista e conduttrice televisiva ucraina (Mykolaïv, n. 1988)
- Diana Vreeland, giornalista statunitense (Parigi, n. 1903 - New York, † 1989)
- Diana de Feo, giornalista e politica italiana (Torino, n. 1937 - Napoli, † 2021)

## Golfiste(1)
- Diana Luna, golfista italiana (Roma, n. 1982)

## Hockeiste su ghiaccio(1)
- Diana Da Rugna, ex hockeista su ghiaccio italiana (Feltre, n. 1989)

## Imprenditrici(1)
- Diana Bracco, imprenditrice e dirigente d'azienda italiana (Milano, n. 1941)

## Lunghiste(1)
- Diana Jorgova, ex lunghista bulgara (Loveč, n. 1942)

## Mezzofondiste(1)
- Diana Sujew, mezzofondista tedesca (Riga, n. 1990)

## Modelle(6)
- Diana Broce, modella panamense (Las Tablas, n. 1986)
- Diana Dondoe, modella rumena (Craiova, n. 1982)
- Diana Harkuša, modella ucraina (Charkiv, n. 1994)
- Diana Hayden, modella, attrice e personaggio televisivo indiana (Hyderabad, n. 1973)
- Diana Xu, modella cinese (Shanghai, n. 1990)
- Diana Zaripova, modella russa (Naberežnye Čelny, n. 1987)

## Nobildonne(6)
- Diana di Francia, nobildonna francese (Parigi, n. 1538 - Parigi, † 1619)
- Diana Falangola, nobildonna italiana (Napoli, n. 1555)
- Diana Grey, nobildonna inglese (Londra, n. 1625 - † 1689)
- Diana Manners, nobildonna e attrice inglese (Londra, n. 1892 - Londra, † 1986)
- Diana de Vere, nobildonna inglese (n. 1679 - † 1742)
- Diana di Poitiers, nobildonna francese (Saint-Vallier, n. 1500 - Anet, † 1566)

## Nobili(6)
- Diana Guardato, nobile italiana
- Diana Folch de Cardona, nobile italiana (Palermo, n. 1531 - Sabbioneta, † 1559)
- Diana Gonzaga, nobile italiana (n. 1645 - † 1730)
- Diana Spencer, nobile britannica (Londra, n. 1710 - Londra, † 1735)
- Diana Spencer, nobile e artista britannica (n. 1734 - † 1808)
- Diana Visconti, nobile italiana (Pisa - Giudicato di Arborea, † 1237)

## Nuotatrici(5)
- Diana Mocanu, ex nuotatrice rumena (Brăila, n. 1984)
- Diana Munz, nuotatrice statunitense (Moreland Hills, n. 1982)
- Diana Nyad, nuotatrice statunitense (New York, n. 1949)
- Diana van der Plaats, ex nuotatrice olandese (Utrecht, n. 1971)
- Diana Wilkinson, ex nuotatrice britannica (Stockport, n. 1944)

## Pallavoliste(2)
- Diana Alecrim, pallavolista brasiliana (Barueri, n. 1999)
- Diana Reyes, pallavolista portoricana (n. 1993)

## Partigiane(1)
- Diana Sabbi, partigiana italiana (Pianoro, n. 1922 - Pianoro, † 2005)

## Pittrici(3)
- Diana Coomans, pittrice belga (Parigi, n. 1861 - New York, † 1952)
- Annella di Massimo, pittrice italiana (Napoli, n. 1602 - Napoli, † 1643)
- Diana Glauber, pittrice olandese (Utrecht, n. 1650 - Schoonhoven)

## Politiche(10)
- Diana Aguavil, politica ecuadoriana (Otongo Mapalí, n. 1983)
- Diana Armstrong, politica nordirlandese (n. 1961)
- Diana Battaggia, politica italiana (Venezia, n. 1966)
- Diana Conti, politica, avvocata e psicologa argentina (Buenos Aires, n. 1956 - Buenos Aires, † 2024)
- Diana DeGette, politica e avvocato statunitense (Tachikawa, n. 1957)
- Diana Harshbarger, politica statunitense (Kingsport, n. 1960)
- Diana Miloslavich, politica e attivista peruviana (Huancayo, n. 1953)
- Diana Morant, politica spagnola (Gandia, n. 1980)
- Diana Riba i Giner, politica spagnola (Barcellona, n. 1975)
- Diana Wallis, politica britannica (Hitchin, n. 1954)

## Psicologhe(1)
- Diana Deutsch, psicologa e docente britannica (Londra, n. 1938)

## Religiose(2)
- Diana Giuntini, religiosa italiana (Santa Maria a Monte, n. 1287)
- Diana degli Andalò, religiosa italiana (Bologna, n. 1201 - Bologna, † 1236)

## Sceneggiatrici(1)
- Diana Ossana, sceneggiatrice e produttrice cinematografica statunitense (Saint Louis, n. 1949)

## Schermitrici(2)
- Diana Nikančikova, ex schermitrice sovietica (Minsk, n. 1937)
- Diana Romagnoli, schermitrice svizzera (Männedorf, n. 1977)

## Sciatrici alpine(2)
- Diana Gibson, ex sciatrice alpina canadese (n. 1947)
- Diana Golden, sciatrice alpina statunitense (Lincoln, n. 1963 - Providence, † 2001)

## Scrittrici(10)
- Diana Abgar, scrittrice e filantropa armena (Rangoon, n. 1859 - Yokohama, † 1937)
- Diana Evans, scrittrice e giornalista britannica (Londra, n. 1972)
- Diana Gabaldon, scrittrice statunitense (Flagstaff, n. 1952)
- Diana Grange Fiori, scrittrice e traduttrice italiana (Torino, n. 1918 - Avon, † 2001)
- Diana Wynne Jones, scrittrice inglese (Londra, n. 1934 - Bristol, † 2011)
- Diana Lama, scrittrice italiana (Napoli, n. 1960)
- Diana Norman, scrittrice britannica (Londra, n. 1933 - Datchworth, † 2011)
- Diana Palmer, scrittrice e giornalista statunitense (Amarillo, n. 1946)
- Diana Paxson, scrittrice, compositrice e arpista statunitense (Detroit, n. 1943)
- Diana Preston, scrittrice, giornalista e viaggiatrice inglese (Londra, n. 1952)

## Siepiste(1)
- Diana Martín Giménez, siepista e mezzofondista spagnola (Madrid, n. 1981)

## Soprani(2)
- Diana Damrau, soprano tedesco (Günzburg, n. 1971)
- Diana Soviero, soprano statunitense (Jersey City, n. 1946)

## Storiche dell'arte(1)
- Diana Widmaier-Picasso, storica dell'arte e saggista francese (Marsiglia, n. 1974)

## Taekwondoka(1)
- Diana López, taekwondoka statunitense (n. 1984)

## Tenniste(1)
- Diana Šnajder, tennista russa (Žigulëvsk, n. 2004)

## Terroriste(1)
- Diana Blefari Melazzi, terrorista italiana (Roma, n. 1969 - Roma, † 2009)

## Tiratrici a volo(1)
- Diana Bacosi, tiratrice a volo italiana (Città della Pieve, n. 1983)

## Tripliste(2)
- Diana Ana Maria Ion, triplista rumena (Bucarest, n. 2000)
- Diana Zagainova, triplista lituana (Vilnius, n. 1997)

## Violiniste(1)
- Diana Adamyan, violinista armena (Erevan, n. 2000)

## Senza attività specificata(6)
- Diana Bandini Rogliani, italiana (Bengasi, n. 1915 - Roma, † 2006)
- Diana Ferrara, ex ballerina e coreografa italiana (Roma, n. 1943)
- Diana Jorgova, ex tiratrice a segno bulgara (Ruse, n. 1971)
- Diana Mitford, inglese (Londra, n. 1910 - Parigi, † 2003)
- Diana Churchill, britannica (Londra, n. 1909 - Londra, † 1963)
- Diana Trujillo, ingegnera colombiana (Cali, n. 1980)